# Bo Berggren (ishockeyspelare)
Bo "Bulla" Berggren, född 31 januari 1951 i Hässjö, är en svensk före detta ishockeyspelare (forward/back).
"Bulla" inledde sin karriär i Timrå IK, som på den tiden, i början av 1970-talet, hade sin bästa tid med bland annat ett SM-silver säsongen 1973–1974. Därför överraskade det många när den landslagsmeriterade "Bulla" inför säsongen 1975/76 valde att lämna Timrå och ta ett steg neråt i seriesystemet, då han gick till HV71. Den största anledningen till att han ville spela i HV71 var enligt honom själv att han skulle gå en tvåårig fritidsledarutbildning i Jönköping. Att han kände lagets tränare, Göte Wiklund, och visste att HV71 var på väg uppåt och förr eller senare skulle gå upp i elitserien, spelade också in. Det var emellertid väldigt nära att det inte blev någon övergång för den då 24-årige Berggren. Timrå ville inte släppa sin guldklimp och förhandlingarna med HV71 drog ut på tiden.
Ett par HV-ledare tog ett specialplan från Jönköping till Timrå och kom överens med Timråledningen bara någon minut innan posten stängde. Det var hårda förhandlingar och postkontoret fick hålla öppet extra länge. Övergången gick trots allt igenom och blev den dyraste dittills mellan två svenska klubbar.
Väl på plats i sin nya klubb blev "Bulla" snabbt en publikfavorit i Rosenlundshallen. Stjärnförvärvet gjorde ofta mål på egen hand, han började ofta anfallen redan bakom egen kasse där han tog fart. Därefter brukade han glida in mot mitten av planen och med enkla kroppsfinter och långa dragningar i sidled lura motståndarna åt än det ena, än det andra hållet. På detta sätt fick han motorväg rakt fram mot motståndarmålet, där han brukade sprätta upp pucken i nättaket. Givetvis hände detta långt ifrån i varje match, men han gjorde det ofta, varvid på gatan uttrycket "Bulla"-genomåkning myntades. Dock räckte inte farten till på internationell nivå.
Efter första säsongen i HV71 skolade Göte Wiklund om "Bulla" från center till back, något han provat på redan innan han kom till HV71.
"Bulla" hade prövat på denna roll tidigare och trivdes bra med den, då han fick styra och ställa bakifrån. Han spelade därför back resten av sin karriär.
Under "Bullas" tid kämpade HV71 för att ta sig upp i elitserien och våren 1979 blev avancemanget ett faktum. Det räckte med oavgjort borta i den sista matchen i kvalserien mot Södertälje. Oavgjort var också precis vad det blev, sedan "Bulla", som då också var lagkapten, kvitterat fram till 3-3. Detta blev höjdpunkten på hans tid i HV71. Lagets första sejour i högsta serien blev nämligen bara ettårig. HV71 tog bara 20 poäng på 36 omgångar 1979–1980 och slutade därmed sist i tabellen.
I och med degraderingen lämnade "Bulla" HV71 våren 1980, då han återvände till Timrå, där han spelade på elitnivå till och med säsongen 1986–1987. Därefter var han tränare i ett par division 2-klubbar i Sundsvallstrakten och han gjorde även ett par come-backer som spelare. Sina sista matcher gjorde han som 41-åring, när han spelade kval till ettan med Bergeforsen.
Bergren har under sin karriär representerat:
- Tre Kronor (5 matcher)
- Timrå IK
- HV71
- Heffners/Ortvikens IF
- Antjärns IK (tränare)
- Bergeforsens SK

### Fotnoter
1. ↑  Peter Gustafsson (24 april 2017). ”"Bulla" Berggren var HV:s första stora stjärna” (på svenska). J-nytt. Arkiverad från originalet den 19 oktober 2017. https://web.archive.org/web/20171019003539/https://www.jnytt.se/article/bulla-berggren-var-hvs-forsta-stora-stjarna/. Läst 18 oktober 2017.